# Энцефаляртос ощетиненный
Энцефаляртос ощетиненный, или Энцефалартос устращающий (лат. Encephalartos horridus) — вид вечнозелёных древовидных растений рода Encephalartos семейства Замиевые (Zamiaceae) отдела саговниковидные.

## Распространение
В естественных условиях растёт в Южно-Африканской Республике. Встречается в восточной части Капской области.

## Биологическое описание
Пальмовидное растение с длинными блестящими листьями.
Ствол у дерева низкий, до 1 метра, у молодых растений шарообразный, с возрастом становится широкоцилиндрической формы.
Листья вырастают до 1,2 м длиной. Имеют цвет сизо-зелёный, весь лист покрыт восковым налетом.
В посадках Энцефаляртос ощетиненный весьма декоративен.

## Таксономия
Первоначально вид относили к роду Замия (Zamia).
Синонимы:
- Encephalartos nanus Lehm.
- Encephalartos van-hallii de Vriese
- Zamia aurea Miq. nom. inval.
- Zamia gleina Miq. nom. inval.
- Zamia horrida Jacq.basionym
- Zamia nana Miq. nom. inval.
- Zamia tricuspidata auct.